# Norra Öretjärnen, Dalsland
Norra Öretjärnen är en sjö i Dals-Eds kommun i Dalsland och ingår i Enningdalsälvens huvudavrinningsområde. Norra Öretjärn ligger i Trestickla-Boksjön Natura 2000-område.